# Salmonopuntia salmiana
Salmonopuntia salmiana (J.Parm. ex Pfeiff.) P.V.Heath è una pianta succulenta della famiglia delle Cactacee. È l'unica specie nota del genere Salmonopuntia P.V.Heath.

## Distribuzione e habitat
La specie è diffusa in Bolivia, Paraguay e Argentina